# 3,5-二叔丁基水杨醛
3,5-二叔丁基水杨醛（也称为3,5-二叔丁基-2-羟基苯甲醛，3,5-Di-tert-butyl-2-hydroxybenzaldehyde），分子式C15H22O2，常温常压下为淡黄色固体，是合成Salen配体的前体。
它可通过2,4-二叔丁基苯酚的达夫反应制备：
2,4-二叔丁基苯酚和多聚甲醛在三乙胺和氯化镁的存在下于四氢呋喃中反应，也能得到3,5-二叔丁基水杨醛。